# Бардакова Олександра Сергіївна
Олекса́ндра Сергі́ївна Бардако́ва (нар. 20 вересня 1980) — українська бадмінтоністка, майстер спорту України міжнародного класу, гравчиня Національної збірної України, чемпіонка України 2003 року.

## Загальні відомості
Вихованка дніпровського СК «Метеор».
Чемпіонка України серед юніорів 1999 року (одиночний розряд). Чемпіонка України серед юніорів 1998—1999 років в парній жіночій категорії (разом з Ганною Хоменко).
2003 року Олександра стала чемпіонкою України у жіночій парній категорії (разом з Ларисою Григою).
2004 року здобула золоту медаль у складі СК «Метеор» на клубному чемпіонаті України (тренер Шевченко Ірина Миколаївна).
У липні 2006 року на змаганнях за Кубок європейських чемпіонів з бадмінтону, що відбулись в Іспанії, команда СК «Метеор», у складі якої виступила серед інших Олександра Бардакова, посіла третє місце. Це досягнення відмічено наказом Міністерства у справах молоді і спорту від 18 вересня 2006 року, згідно з яким Олександрі присвоєно звання майстра спорту України міжнародного класу. На цих змаганнях Олександра виграла пару і мікст.

## Досягнення

### Чемпіонат України
Чемпіони України в жіночій парній категорії
2003 — Бардакова Олександра — Грига Лариса (Дніпро)

### BWF International Challenge/Series
Жінки. Парний розряд
| Рік  | Турнір            | Партнер            | Суперник                       | Рахунок      | Результат  |
| ---- | ----------------- | ------------------ | ------------------------------ | ------------ | ---------- |
| 2008 | Харків Інтернешнл | Вікторія Погребняк | Ганна Кобцева Марія Ніколаєнко | 19-21, 16-21 | Фіналістка |

     турнір BWF International Series